# Ціанід кальцію
Ціанід кальцію — неорганічна сполука з формулою Ca(CN)2. Це сіль кальцію, отримана з синильної кислоти. Це біла тверда речовина, хоча в чистому вигляді вона зустрічається рідко. Вона легко гідролізується (навіть у вологому повітрі) з виділенням ціаніду водню і дуже токсичний.

## Підготовка
Розчини ціаніду кальцію можна приготувати обробкою гідроксиду кальцію ціаністим воднем. Твердий ціанід кальцію промислово виробляють шляхом нагрівання ціанаміду кальцію з хлоридом натрію. Реакція неповна. Продукт має лише 50 % чистоти, іншими компонентами є ціанід натрію, ціанамід кальцію та вуглець. Через домішки вуглецю тверда речовина чорна, тому матеріал часто називають чорним ціанідом.

## Реактивність
При температурах близько 600 °C ціанід кальцію перетворюється на ціанамід кальцію:
Ca(CN)2 → CaCN2 + C
Є припущення, що ця реакція є одним із етапів перетворення карбіду кальцію газоподібним азотом. Частка ціаніду кальцію відносно ціанаміду кальцію чутлива до присутності галогенідів лужних металів, таких як хлорид натрію.
Ціанід кальцію гідролізується при підкисленні з утворенням ціаніду водню:
Ca(CN)2 + 2 H+ → Ca2+ + 2 HCN
Ціанід кальцію реагує з карбонатом амонію, утворюючи ціанід амонію:
Ca(CN)2 + (NH4)2CO3 → 2 NH4CN + CaCO3

## Використання
Ціанід кальцію використовується майже виключно в гірничодобувній промисловості. Він служить недорогим джерелом ціаніду в багатьох операціях вилуговування для виділення дорогоцінних металів, таких як золото та срібло, з їхніх руд.

## Безпека
Як і інші ціанідні солі, ціанід кальцію високотоксичний, і його використання суворо регламентоване.